# Faucon émerillon
Falco columbarius
Espèce
Statut CITES
Statut de conservation UICN

 LC  : Préoccupation mineure
Le Faucon émerillon (Falco columbarius), aussi appelé Faucon Merlin (du latin Falco aesalon) est une espèce de petits rapaces diurnes compacts et actifs des milieux ouverts. Il traque ses proies en volant à faible hauteur. Il reste longtemps à l'affût posé sur un perchoir bas ou une motte de terre.

## Description
Ce rapace a une longueur de 24 à 33 cm, ainsi qu’une envergure de 50 à 67 cm. Comparé aux autres petits faucons, il est plus robuste.Les mâles sont plus petits que les femelles. Les mâles pèsent environ 165 g et les femelles 230 g. Il y a toutefois des variations considérables, dans toute la gamme des oiseaux, en particulier dans les populations migratrices, tout au long de l’année. Ainsi, les mâles adultes peuvent peser 150 à 210 g, et les femelles 190 à 255 g. Ce dimorphisme sexuel est typique des rapaces, leur permettant de chasser différentes proies et réduisant la taille du territoire nécessaire pour nourrir le couple et sa progéniture.

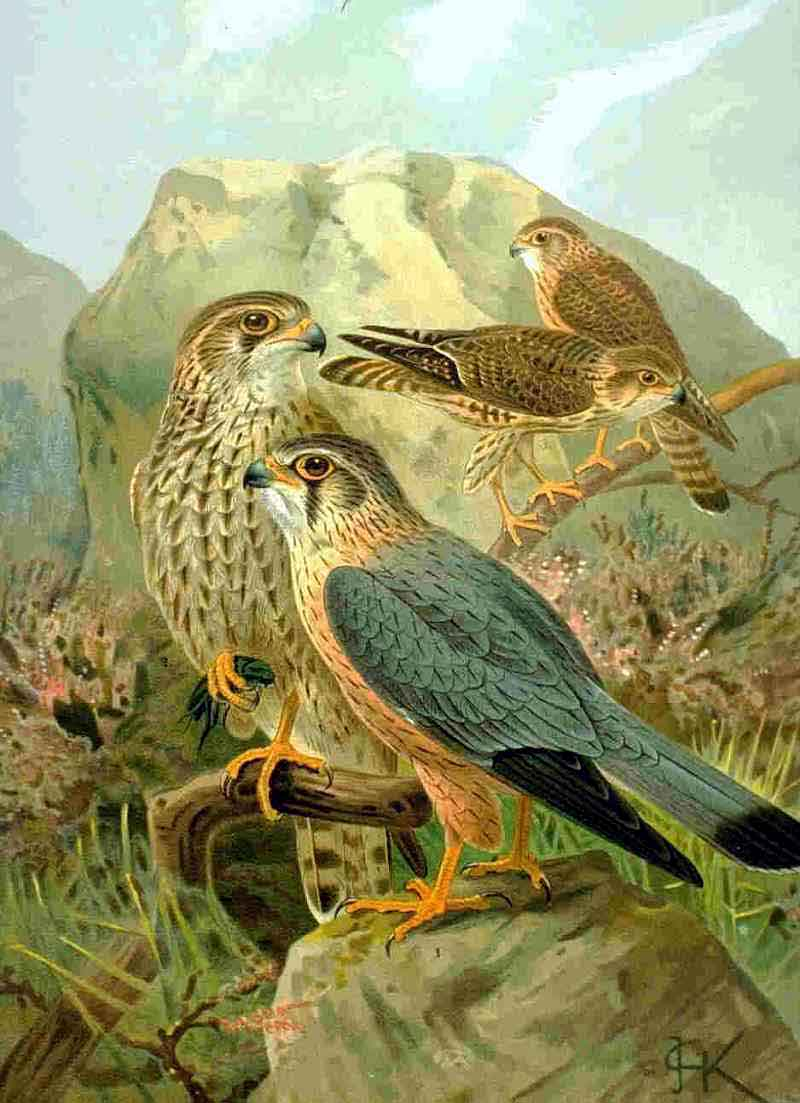
Mâle en premier plan, femelle en deuxième plan et oisillons en arrière-plan.

Le mâle a le dos gris-bleu, la femelle gris-roux.

## Habitat et répartition

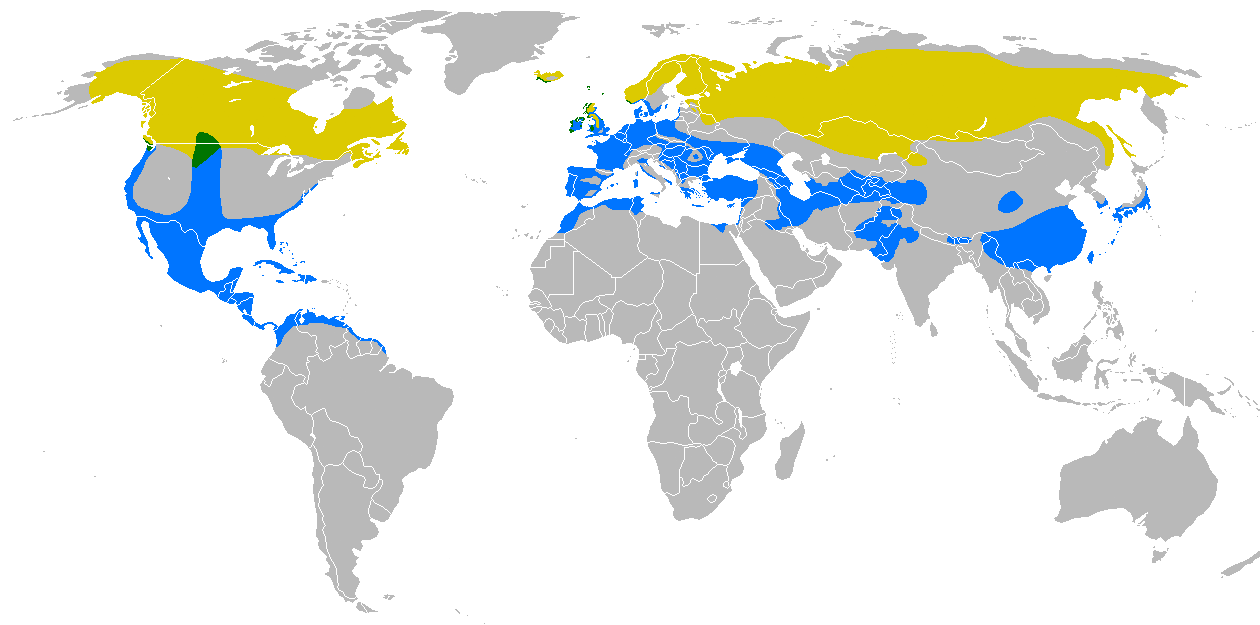
Répartition du faucon merlin : en jaune, l'été ; en bleu, l'hiver.

Le faucon merlin vit en milieux ouverts : landes, marais, prairies, plaines agricoles, estuaires et côtes basses.
C'est un oiseau migrateur.
Il niche l'été en Amérique du Nord et au nord de l'Eurasie.
Il hiverne jusqu'au nord de l'Amérique du Sud, au nord de l'Afrique et de l'Inde au Vietnam.
En France, il hiverne sur les 3/4 du pays, le 1/4 sud-est n'est globalement pas fréquenté.

## Alimentation
Il mange surtout de petits oiseaux qu'il attrape en vol mais également des insectes tel des libellules et de petits mammifères dont des rongeurs.

## Reproduction

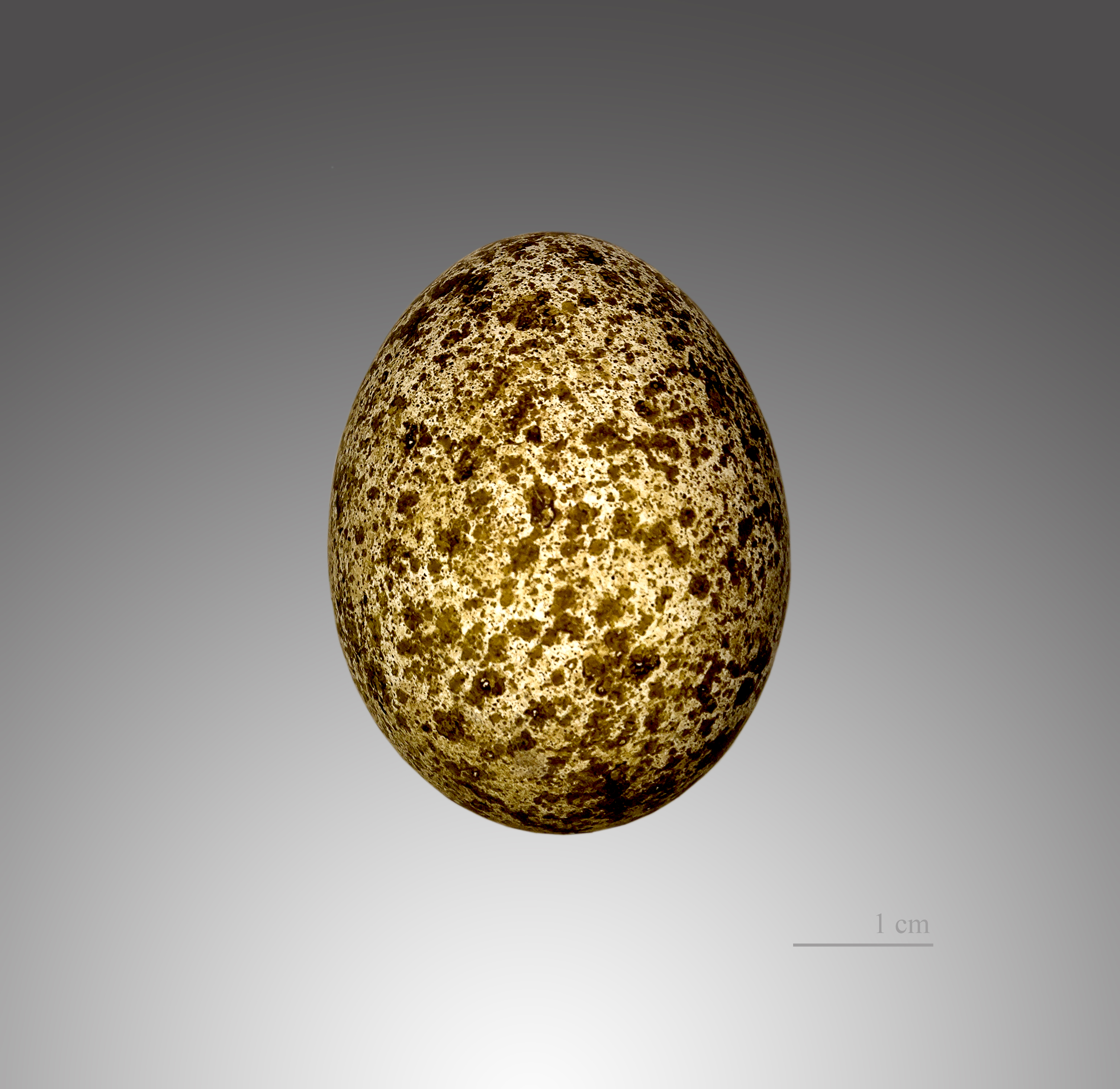
Falco columbarius - Muséum de Toulouse.

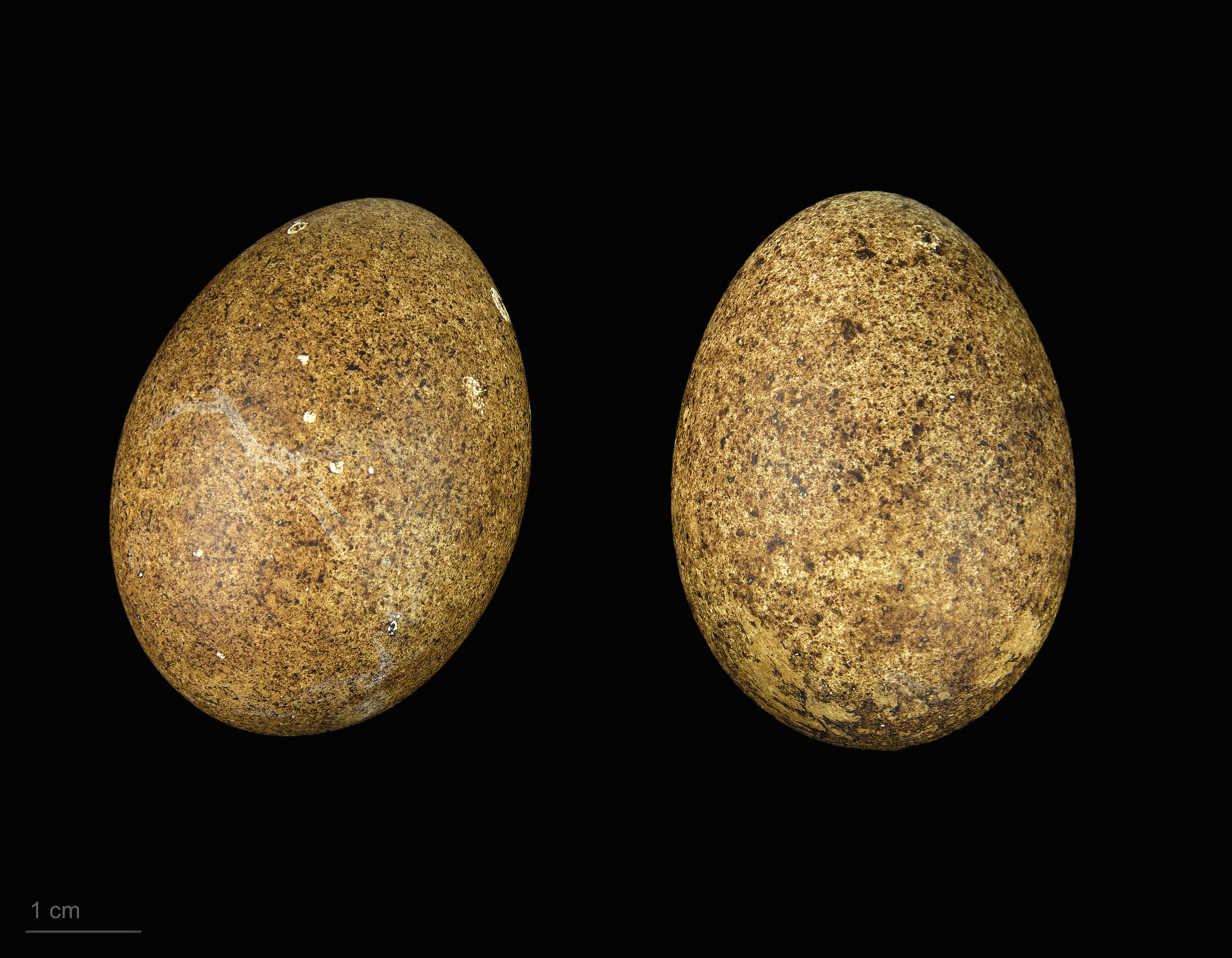
Œufs de Falco columbarius subaesalon - Muséum de Toulouse.

Ces oiseaux, comme tous les faucons, ne construisent pas de nid : ils utilisent des structures préexistantes comme des nids dans des arbres ou des buissons, ou une dépression dans le sol, un trou d'arbre ou une cavité de falaise. Le mâle atteint la maturité sexuelle à 2 ans, la femelle à 1 an.
L'accouplement a lieu entre avril et juin. Une ponte est effectuée par an. Elle comprend 2 à 7 œufs mais en général 5 ou 6. L'incubation dure 28 à 32 jours. Les jeunes s'envolent 25 à 30 jours après leur naissance.

## Dimensions
- Poids : mâle/125 à 250 grammes, femelle/150 à 300 grammes

## Longévité
- Âge maximum : 13 ans

## Protection
Le Faucon émerillon bénéficie d'une protection totale sur le territoire français depuis l'arrêté ministériel du 17 avril 1981 relatif aux oiseaux protégés sur l'ensemble du territoire. Il est donc interdit de le détruire, le mutiler, le capturer ou l'enlever, de le perturber intentionnellement ou de le naturaliser, ainsi que de détruire ou enlever les œufs et les nids, et de détruire, altérer ou dégrader son milieu. Qu'il soit vivant ou mort, il est aussi interdit de le transporter, colporter, de l'utiliser, de le détenir, de le vendre ou de l'acheter.

## Faucon émerillon dans la culture
En langue anglaise, ce petit rapace est surnommé « merlin ». Différents écrivains de fiction et spécialistes de la légende arthurienne, comme Philippe Walter, n'ont pas manqué de souligner une analogie entre cet oiseau et l'enchanteur Merlin. Ce parallèle est déjà soulevé par T.H. White dans son célèbre roman The Sword in the Stone.

### Philatélie
Il figure sur le timbre FO 427 des îles Féroé.

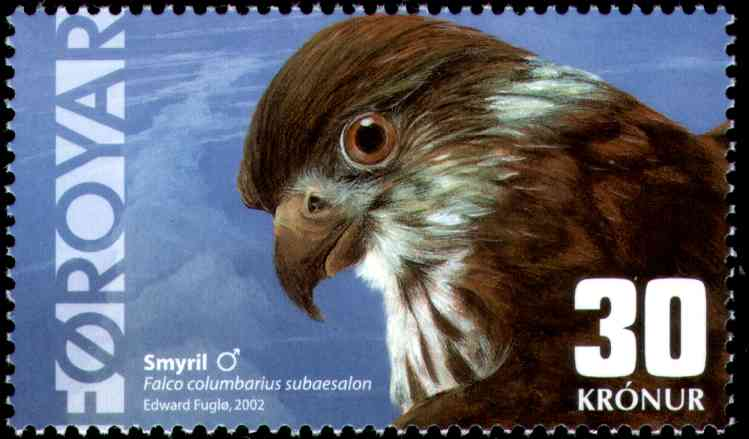